# Venusia lofthousei
Venusia lofthousei är en fjärilsart som beskrevs av Louis Beethoven Prout 1905. Venusia lofthousei ingår i släktet Venusia och familjen mätare. Inga underarter finns listade i Catalogue of Life.